# 反素数
反素数，英文稱作emirp（prime（素数）的左右顛倒拼寫），是素数的一种。把一个素数的阿拉伯字数字序列（十进制）变成由低位向高位反写出来，得到的另一个数还是素数。 例如素数13，反写就是31，它是另一个素数，所以13是一个反素数。这个定义排除了相关的回文素数，因为回文素数反写不是另一个数而是它本身。
最小的几个反素数为：13, 17, 31, 37, 71, 73, 79, 97, 107, 113, 149, 157, 167, 179, 199, ... （OEIS數列A006567）.
所有非纯位数的可交换素数都是反素数。
到2007年12月为止，已知最大的反素数为1010006+941992101×104999+1，由Jens Kruse Andersen在2007年10月发现。